# Francisco Javier de Elío

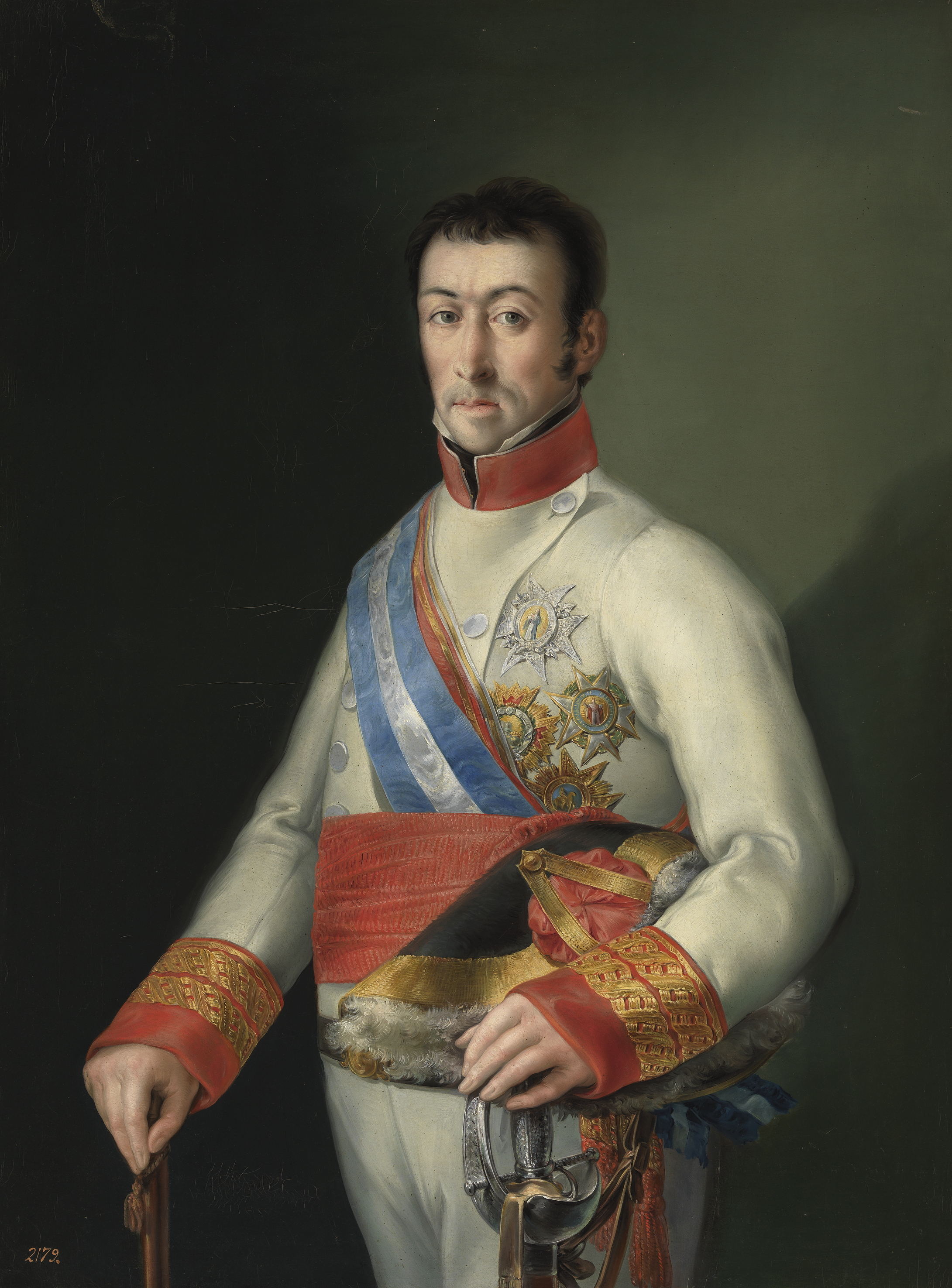
General Francisco Javier de Elío. Atribuido a Miguel Parra. (Museo del Prado).

Francisco Javier de Elío y Olóndriz (* 5. März 1767 in Pamplona, Region Navarra, Spanien; † 4. September 1822 in Valencia, Spanien) war Gouverneur von Montevideo und der letzte Vizekönig des Vizekönigreichs Río de la Plata. Er war auch an der absolutistischen Unterdrückung nach der Rehabilitierung Ferdinand VII. als König von Spanien beteiligt. Während des Trienio Liberal wurde er deswegen hingerichtet.

## Leben

### Herkunft und frühe Karriere
Francisco Javier de Elío wurde als Sohn des Gouverneurs von Pamplona geboren und begann im Alter von 18 Jahren eine militärische Karriere. Er nahm am spanischen Feldzug in Algerien teil und kämpfte während des Ersten Koalitionskrieges in den Pyrenäen und im Roussillon. Nach mehreren Beförderungen erreichte er den Rang eines Obersten (coronel) der spanischen Armee.
1806 wurde er nach Südamerika versetzt und diente fortan am Río de la Plata.

### Gouverneur von Montevideo, Kampf gegen Vizekönig Liniers
Als Offizier der spanischen Truppen nahm er an den Kämpfen gegen die Briten teil, die 1806 und 1807 Buenos Aires und Montevideo erobert hatten. Nach der Vertreibung der britischen Truppen ernannte ihn Vizekönig Santiago de Liniers zum Gouverneur von Montevideo.
Als napoleonische französische Truppen 1808 in Spanien Joseph Bonaparte an Stelle von König Ferdinand VII. an die Macht bringen wollten, erhob sich Widerstand gegen den französischstämmigen Vizekönig Liniers. Zu den Wortführern zählte Elío, im Verbund mit Martín de Álzaga.
Am 10. September 1808 klagte Elío vor der Real Audiencia gegen Liniers. Liniers, der vom späteren Unabhängigkeitskämpfer Cornelio Saavedra und seinen Milizen unterstützt wurde, wies die Anwürfe zurück und befahl, Elío seines Amtes zu entheben und als Gouverneur durch Kapitän Juan A. Michelena zu ersetzen. Damit konnte er sich allerdings nicht durchsetzen. Elío berief in Montevideo eine königstreue Junta, wie sie auch im Mutterland in Abwesenheit des Monarchen gebildet worden war, um die Interessen des Königshauses zu verteidigen.

### Amtierender Vizekönig von Río de la Plata
Die Junta Suprema Central entschied sich 1809, angesichts der fortdauernden Anklagen gegen Liniers, diesen durch Baltasar de Cisneros zu ersetzen. Nach knapp einem Jahr im Amt wurde dieser im Mai 1810 von der Mai-Revolution gestürzt.
Elío behielt mit den royalistischen Truppen die Kontrolle über das Gebiet nördlich des Río de la Plata, das Banda Oriental genannt wurde und im Wesentlichen das Gebiet des heutigen Uruguay umfasst. Nach dem Sturz von Cisneros erklärte sich Elío selber am 31. August 1810 zum Vizekönig von Río de la Plata und übernahm die Verwaltung des verbliebenen Restes der spanischen Kolonie von Montevideo aus, das er am 19. Januar 1811 zur Hauptstadt des Vizekönigreichs erhob. Am 19. Januar 1811 wurde Elío von der Junta von Cádiz im Amt bestätigt.
Einen Monat später rebellierte die ländliche Bevölkerung gegen die Spanier. Elíos Truppen wurden am 18. Mai 1811 in der Schlacht bei Las Piedras geschlagen. Als er nur noch die Kontrolle über Colonia del Sacramento und Montevideo hatte, übergab er den Oberbefehl über die spanischen Truppen an Gaspar de Vigodet und machte sich am 18. November 1811 auf den Weg nach Spanien. Dort trat er 1812 als Vizekönig von Rio de la Plata zurück.

### Späte Jahre in Spanien
Elío kämpfte in Spanien im Unabhängigkeitskrieg gegen die französischen Besatzer. Er übernahm den Oberbefehl über die royalistischen Einheiten in Katalonien und Valencia. Als die Franzosen sich zurückzogen, wurde er Gouverneur und Generalkapitän von Valencia und Murcia.
Als Ferdinand VII. im März 1814 aus dem Exil in Frankreich zurückkehrte, wurde er von den Cortes von Cádiz aufgefordert, die neue liberale spanische Verfassung, die die königliche Macht begrenzte, zu akzeptieren. Ferdinand weigerte sich und ging nach Valencia statt nach Madrid. Am 17. April lud er General Elío ein. Er sollte ihm bei der Wiedererlangung seiner absoluten Rechte helfen.
Als Anhänger des Absolutismus spielte Elío bei der Unterdrückung der Verfassungsanhänger 1812 eine große Rolle. Als General befahl Elío zahlreiche Folterungen und Hinrichtungen von Liberalen und Konstitutionalisten.
1820 erhoben sich die Liberalen im Trienio Liberal gegen die absolutistische Regierung des Königs. Der Herzog von Almodóvar ließ Elío verhaften. Er wurde angeklagt und wegen Hochverrats zum Tode durch die Garotte verurteilt. Das Urteil wurde am 4. September 1822 auf dem Campo de la Libertad von Valencia vollstreckt, demselben Ort, an dem Elío zahlreiche seiner politischen Gegner hatte hinrichten lassen.
Nachdem König Ferdinand VII. seine absoluten Rechte wiedererlangt hatte, verlieh er Elíos Sohn, Bernardo Elío, für die Verdienste seines Vaters den Adelstitels eines Marqués de Lealtad (deutsch: Markgraf der Loyalität).